# Mellera lobulata
Mellera lobulata är en akantusväxtart som beskrevs av Spencer Le Marchant Moore. Mellera lobulata ingår i släktet Mellera och familjen akantusväxter. Inga underarter finns listade i Catalogue of Life.